# Fast & Furious X
Fast & Furious X (tiếng Anh: Fast X) là một bộ phim điện ảnh Mỹ thuộc thể loại hành động công chiếu vào năm 2023 do Louis Leterrier làm đạo diễn, với phần kịch bản do Justin Lin và Dan Mazeau chắp bút. Là phần hậu truyện của Fast & Furious 9: Huyền thoại tốc độ (2021), phần phim thứ 10 trong mạch truyện chính, và là phần phim thứ 11 trong loạt phim Fast & Furious nói chung, tác phẩm có sự tham gia diễn xuất của các diễn viên gồm Vin Diesel, Jason Statham, Michelle Rodriguez, Tyrese Gibson, Chris "Ludacris" Bridges, John Cena, Jason Momoa, Jordana Brewster, Brie Larson, Nathalie Emmanuel, Sung Kang, Scott Eastwood, Michael Rooker, Cardi B, Helen Mirren, Alan Ritchson, Anna Sawai, Rita Moreno, Daniela Melchior và Charlize Theron.
Với phần phim thứ 10 được lên kế hoạch từ năm 2014, và một phim cuối gồm 2 phần được lên kế hoạch từ tháng 10 năm 2020, Justin Lin cùng dàn diễn viên chính được xác nhận rằng sẽ quay trở lại phim. Đây là phim thứ 2 trong loạt phim mà không có Dwayne Johnson kể từ lần đầu anh xuất hiện trong Fast & Furious 5: Phi vụ Rio (2011). Tựa đề chính thức của phim được tiết lộ khi quá trình quay phim chính bắt đầu vào tháng 4 năm 2022. Cuối tháng đó, Lin rời ghế đạo diễn với lý do là sự mâu thuẫn về mặt sáng tạo, mặc dù anh vẫn sẽ được nhắc đến với vai trò viết kịch bản và sản xuất trong mục danh đề. 1 tuần sau đó, Leterrier được thuê để thay thế vai trò đạo diễn của Lin. Với ngân sách sản xuất là khoảng 340 triệu USD, Fast X là phim có kinh phí cao thứ 4 từ trước đến nay. Quá trình quay phim diễn ra đến tháng 8 năm đó tại Luân Đôn, Roma, Torino, Lisboa và Los Angeles.
Fast X có buổi công chiếu tại Mỹ và Việt Nam vào ngày 19 tháng 5 năm 2023 bởi Universal Pictures, trong khi phần hậu truyện của phim được lên kế hoạch phát hành vào tháng 2 năm 2024. Bộ phim nhìn chung nhận về những lời nhận xét trái chiều từ giới chuyên môn.

## Nội dung
Dominic "Dom" Toretto và nhóm của anh được Tổ chức giao nhiệm vụ đánh cắp một con chip máy tính ở Rome, Ý. Dom và vợ anh, Letty Ortiz, ở nhà cùng cậu con trai Little B trong khi những người còn lại, bao gồm Roman Pearce, Tej Parker, Han Lue và Ramsey, đến Rome. Cipher bất ngờ đến nhà Dom và thông báo rằng Dante Reyes, con trai của trùm ma túy Hernan Reyes, đã cướp đội ngũ thuộc hạ của ả và đang lên kế hoạch giết Dom để trả thù cho cái chết của bố hắn vào mười năm trước. Khi Little Nobody nói rằng không có nhiệm vụ nào ở Rome, Dom và Letty mới nhận ra Dante đã gài bẫy bạn bè họ và lên đường đi cứu nhóm của Roman.
Tại Rome, Dante thả một quả bom ra đường phố. Dom đã đẩy nó xuống sông Tiber nhưng vụ nổ vẫn gây ra một số thiệt hại và Letty bị bắt giữ. Đặc vụ Aimes, chỉ huy mới của Tổ chức, ra lệnh truy nã nhóm của Dom trên toàn thế giới. Tại Los Angeles, Jakob Toretto giải cứu Little B và Mia Toretto khỏi thuộc hạ của Dante, sau đó anh đưa Little B đến một nơi ẩn náu bí mật ở Bồ Đào Nha. Tess, con gái của Mr. Nobody, tin rằng nhóm của Dom vô tội và sử dụng God's Eye để tìm Dom ở Naples, thông báo cho anh rằng Dante đang ở Rio de Janeiro.
Tại Rio, Dom đối mặt với Dante và gặp Isabel Neves, em gái của Elena Neves, người mẹ quá cố của Little B. Dom sau đó thách Dante đua xe, trong cuộc đua còn có Isabel và Diogo. Dante đã thắng khi giết Diogo và làm Isabel bị thương. Tess đến thăm Letty tại một nhà tù bí ẩn và làm cô bị thương để cô được đưa đến phòng điều trị. Letty gặp lại Cipher, cả hai phát hiện ra họ đang ở Nam Cực và phải hợp tác cùng nhau để chạy thoát. Ở London, nhóm của Roman tìm đến Deckard Shaw để nhờ giúp đỡ.
Aimes hợp sức với Dom để chống lại Dante. Dante tìm thấy Little B ở Bồ Đào Nha và bắt được cậu bé. Khi Dom bị thuộc hạ của Dante chặn đường, Jakob đã hi sinh thân mình để tiêu diệt chúng, giúp Dom tiếp tục đi cứu con trai. Dante dồn hai bố con Dom vào nguy hiểm ngay khi Roman, Tej, Han và Ramsey đến bằng máy bay để hỗ trợ Dom. Aimes, được tiết lộ là đang làm việc cho Dante, đã bắn rơi chiếc máy bay, khiến số phận của từng thành viên trong nhóm của Roman không rõ. Dom lái xe ra khỏi rìa con đập để tránh bẫy của Dante, nhưng Dante đã gài chất nổ khắp con đập và kích hoạt chúng, khiến số phận của Dom và Little B cũng không rõ. Ở Nam Cực, Gisele Yashar, người được cho là đã chết, xuất hiện từ một chiếc tàu ngầm để giải cứu Letty và Cipher. Trong cảnh hậu danh đề, Dante liên lạc với Đặc vụ Luke Hobbs, người đã giết bố hắn, và thông báo rằng anh ta sẽ là mục tiêu tiếp theo của hắn.

## Diễn viên
- Vin Diesel as Dominic "Dom" Toretto:
A former criminal and professional street racer who has retired and settled down with his wife, Letty Ortiz, and his son, Brian Marcos.[3] In an interview, Leterrier described Fast X as exploring the fallout of Dom's actions in previous installments, saying "[Dom] has fought so hard to keep faith and protect family [but] there is a price to pay. His enemies are coming after him".[4]
- Michelle Rodriguez as Letty Ortiz: Dom's wife and a former criminal and professional street racer.[3]
- Tyrese Gibson as Roman Pearce: An ex-habitual offender, expert street racer, and a member of Dom's team.[3]
- Chris "Ludacris" Bridges as Tej Parker: A tech expert, mechanic, and a member of Dom's team.[3]
- Jason Momoa as Dante Reyes:
The son of drug kingpin Hernan Reyes who is seeking revenge against Dom and his crew for his father's death.[N 1][5] Momoa described the villain as "very sadistic and androgynous and he's a bit of a peacock… He's got a lot of issues, this guy. He's definitely got some daddy issues".[6] Momoa expressed a desire to play against type when portraying Dante, taking on a "less macho" character.[7]
- Nathalie Emmanuel as Ramsey: A computer hacktivist and a member of Dom's team.[3] Emmanuel said her character sees increased involvement in Fast X compared to the previous films.[8]
- Jordana Brewster as Mia Toretto: Dom and Jakob's sister and a member of Dom's team who has settled down with her partner, Brian O'Conner, and their two children.[3]
- John Cena as Jakob Toretto: Dom and Mia's brother and a master thief, assassin, and high-performance driver who once worked as an agent for Mr. Nobody.[3][9][10]
- Jason Statham as Deckard Shaw:
A former opponent of Dom and his team, who became a new member after saving Dom's son. Shaw's younger brother, Owen, was hospitalized working for Cipher.[11]
- Sung Kang as Han Lue: An expert drifter and member of Dom's team who previously faked his death.[12]
- Alan Ritchson as Agent Aimes: The new leader of Mr. Nobody's agency who does not think too fondly of Dom and his crew.[13]
- Daniela Melchior as a Brazilian street racer with a powerful tie to Dom’s past.[14]
- Scott Eastwood as Eric Reisner / Little Nobody: A government law enforcement agent who worked under Mr. Nobody.[3]
- Helen Mirren as Magdalene "Queenie" Ellmanson-Shaw: The leader of a female militia and mother of Dom's former enemies Deckard and Owen, and MI6 agent Hattie.[15]
- Charlize Theron as Cipher:
A criminal mastermind and cyberterrorist who is an enemy of Dom's team and is working with Dante.[3][12] Leterrier described Cipher as the "devil" and speaking on her dynamic with Dante, Leterrier said, "They are bad news, but one is more afraid than the other. One is worse news than the other".[16][17]
- Brie Larson as Tess: A rogue representative of Mr. Nobody's agency who allies with Dom and his crew.[18][19]
- Rita Moreno as Abuela Toretto: The grandmother of Dom, Jakob, and Mia.[20][21]

Michael Rooker portrays Buddy, a mechanic who was a member of Dom, Jakob, and Mia's father's pit crew, and Cardi B appears as Leysa, a member of Magdalene's crew who shares a history with Dom. Leo Abelo Perry will appear as Brian Marcos, Dom and Elena's son. According to reports, Gal Gadot reprises her role as Gisele Yashar in one of two versions of the film test screened for audiences in December 2022.

## Quảng bá
Có những phân cảnh của Fast X đã được chiếu trước tại hội chợ triển lãm CineEurope tại Barcelona vào tháng 6 năm 2022, bao gồm cái nhìn đầu tiên về Jason Momoa và Brie Larson. Khi nói về phim, Chủ tịch Phân phối Quốc tế của Universal Pictures là Veronika Kwan Vandenberg đã nói rằng động lực của hãng phim là tiếp tục "phục vụ thị hiếu đa dạng" được kỳ vọng từ loạt phim. Tại lễ trao giải Grio Awards năm 2022, Tyrese Gibson nói rằng anh đã xem toàn bộ tác phẩm vào ngày 20 tháng 10 năm 2022, trong đó mô tả rằng phim "điên khùng" với "quá nhiều phép màu", và thông báo rằng phiên bản mở rộng của trailer phim sẽ được chiếu lần đầu tại sự kiện Super Bowl LVII vào ngày 12 tháng 2 năm 2023.

## Phát hành
Fast X dự kiến khởi chiếu ngày 19 tháng 5 năm 2023 tại Mỹ. Tháng 2 năm 2016, Diesel thông báo ngày phát hành ban đầu của phần phim thứ 9 và thứ 10, với phần 10 ban đầu dự kiến phát hành vào ngày 2 tháng 4 năm 2021. Sau khi phần 9 bị lùi sang ngày phát hành ban đầu của phần 10 do Đại dịch COVID-19, phần 10 đã bị lùi lịch vô thời hạn. Tháng 6 năm 2021, Diesel đã thông báo rằng ngày khởi chiếu được nhắm mục tiêu vào tháng 2 năm 2023. Tháng 8 năm đó, phim được chính thức thông báo rằng sẽ khởi chiếu vào ngày 7 tháng 4 năm 2023. Tháng 12 năm đó, phim bị lùi lại sang tháng 5 năm 2023.

## Đón nhận

### Doanh thu phòng vé
Khi viết bài báo cho TheWrap, Jeremy Fuster ước lượng rằng Fast X có thể đạt doanh thu toàn cầu thấp hơn những phần phim trước, với lý do là kinh phí chung của phim tăng đột ngột (cao hơn Fast & Furious 9: Huyền thoại tốc độ khoảng 70%) và chi phí quảng bá dự kiến cao.

## Phần tiếp theo
Là phim thứ 11 và cũng là phim cuối cùng của loạt phim, phần tiếp theo được lên kế hoạch phát hành vào tháng 2 năm 2024.